# Geelong World Cup
La Geelong World Cup va ser un cursa ciclista femenina d'un dia que es disputava anualment a Austràlia de 1998 a 2008 i va formar part de la Copa del Món. Al llarg de les seves edicions es va disputar en diferents ciutats: a Sydney al 1998, a Canberra de 1999 a 2002, i finalment a Geelong de 2003 fins al 2008.

## Palmarès
| Any                | Vencedora           | Segona            | Tercera             |
| Sydney World Cup   |                     |                   |                     |
| ------------------ | ------------------- | ----------------- | ------------------- |
| 1998               | Deirdre Demet-Barry | Pamela Schuster   | Elizabeth Tadich    |
| Canberra World Cup |                     |                   |                     |
| 1999               | Anna Millward       | Hanka Kupfernagel | Sarah Symington     |
| 2000               | Anna Millward       | Mirella van Melis | Mirjam Melchers     |
| 2001               | Anna Millward       | Mirjam Melchers   | Rochelle Gilmore    |
| 2002               | Petra Rossner       | Rochelle Gilmore  | Mirjam Melchers     |
| Geelong World Cup  |                     |                   |                     |
| 2003               | Sara Carrigan       | Katie Mactier     | Judith Arndt        |
| 2004               | Oenone Wood         | Petra Rossner     | Miho Oki            |
| 2005               | Rochelle Gilmore    | Oenone Wood       | Katherine Bates     |
| 2006               | Ina-Yoko Teutenberg | Miho Oki          | Katherine Bates     |
| 2007               | Nicole Cooke        | Oenone Wood       | Nikki Egyed         |
| 2008               | Katheryn Mattis     | Emma Rickards     | Ina-Yoko Teutenberg |